# 良才市民森林
良才市民森林（韓語：시민의숲），為韩国首尔特別市的一个公园，位于瑞草区良才2洞，靠近新盆唐線的良才市民之林站和京釜高速公路的首尔入口良才收费站。它是为1986年亚洲运动会和1988年夏季奥林匹克运动会而建，建于1983年至1986年。总面积为358,992平方（88.709英畝）。
公园的主要设施包括各种体育设施，景观设施，室外婚礼大厅，尹奉吉义士纪念馆，以及大韩航空858号班机空难（死亡115人）以及1995年三豐百貨店倒塌事故（死亡502人）的纪念物。

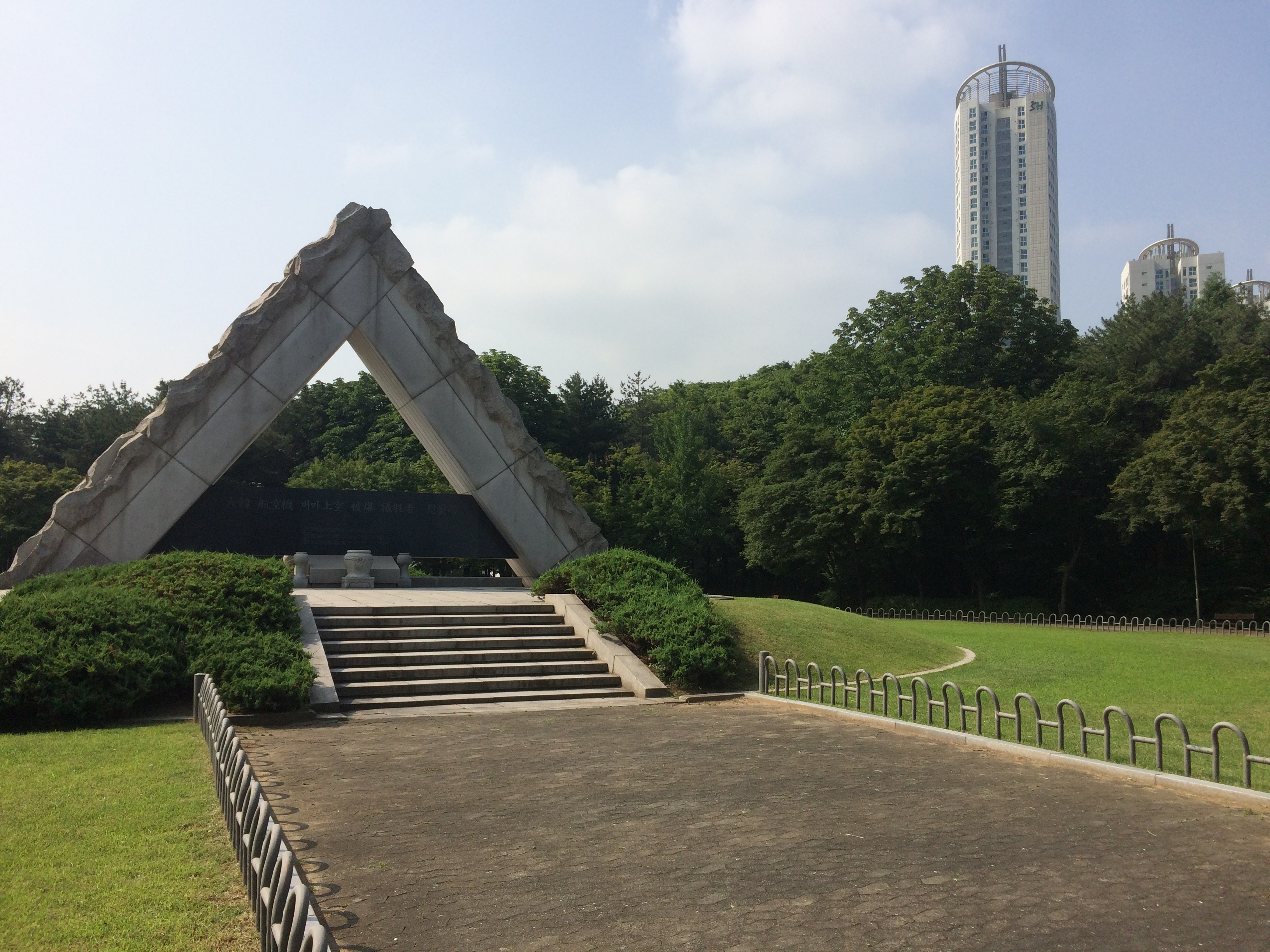
大韩航空858号班机空难纪念碑